# ビバ!結婚!
「ビバ!結婚!」（ビバ!けっこん!）は、平成おんな組唯一のシングル。1993年6月9日発売。発売元はテイチクエンタテインメント。

## 解説
テレビ東京系で放送されたお色気番組「平成女学園」のテーマソングや「ギルガメッシュないと」の挿入歌に起用された。
着物をイメージしたミニスカートの衣装で、歌詞にも登場するイメージに合わせてジュリアナ風の扇子を振るパートがある。

## 収録曲
1. ビバ!結婚!
作詞:秋元康、作曲：平成太郎、編曲:平成太郎
2. パトロン募集中!
作詞:秋元康、作曲：平成太郎、編曲:平成太郎